# Hyllus keratodes
Hyllus keratodes là một loài nhện trong họ Salticidae.
Loài này thuộc chi Hyllus. Hyllus keratodes được Hasselt miêu tả năm 1882.